# アウル・シティー
アウル・シティー（Owl City）は、アメリカ人のミュージシャンであるアダム・ヤングによるソロプロジェクト。2007年に活動を開始し、2009年にユニバーサル・リパブリック・レコードからデビューした。

## 経歴
最初に音楽に興味を持ったのは、14歳の時に叔父から譲り受けたアコースティック･ギターにのめりこんだのがきっかけだった。元々ピアノは習っていたが、ギターは「叔父から借りてから指を痛めるまで練習した」とアダム・ヤングにより語られている。
その後、高校生の時にスケートボードで左手首を骨折し、しばらく外出を控えることになった彼は「マウスは右手で動かせたので、パソコンの作曲プログラムやシステムにはまっていった」。両親からは「『そのノイズ（音楽）をとめて宿題をしなさい』と何度か叱られたが、基本的に作曲については応援してくれていた」とのこと。
高校卒業後は、地元のコミュニティーカレッジへ進学し写真を専攻したが、学校生活や専攻科目になじめず半年で退学した。その後、地元スーパーマーケットやコカコーラ倉庫でのアルバイトに従事。自室を自宅地下室へ移動し、友人から借りた機材を使用して、気休めに作曲活動を行ないはじめた。
同じ頃、幼馴染のトニーとアンディーのジョンソン兄弟と一緒にバンド「ウィンザー・エアリフト（Windsor Airlift）」を立ち上げ、アダムはドラムを担当した。双方の家や公園などで練習し、ときおり地元や近隣のイベントでライブ活動を行なった。
ジョンソン兄弟と親しい友人も交えて多数のバンドを立ち上げては解散や脱退し、その中には「スウィミング・ウィズ・ドルフィンス（Swimming With Dolphins）」（2009年初旬を最後に脱退）のように、EPやアルバムを発表しているものもある。
2007年6月、両親のいない週末に音楽の音量を上げて何か作曲することを思い立ち、後にアウル・シティーの初EPとなる『Of June』を作り始める。翌月、自身のマイスペースにそれを載せたが、あとに「それは誰にも言わなかった」と語っている。
マイスペースでの評判が評判を呼び、もっと音楽を作ってほしいとファンから要望され、2008年3月に初アルバム『Maybe I'm Dreaming』を同サイトで発表した。
『Of June』と『Maybe I'm Dreaming』は自主制作CDとして簡素な紙ジャケで販売されたが、しばらくしてからプラスチック製に変更された。その際にディスクジャケットも変更され、紙ジャケ時代のディスクジャケットは今でもiTunesなどインターネットの音楽配信で画像が使用されている。初期ではそれら自主制作CDはマイスペースからアダムへ直接購入依頼する形式だった。
マイスペースのフォロワー数が数十万人以上になった時、ユニバーサルミュージックにNYへ来ないかと誘われ、同レーベルと契約することになる。なお、ユニバーサルミュージックの重役は、契約当時アダムは著作権やマーケティングの事など何も知らなかったので「音楽業界や関連する法的な事について学んでもらうため、契約締結までに2、3週間を要した」とインタビューで語っている。また、その後アダムに付いたマネージャーのスティーブ・バースキーは、レーベル側がアダムのデビュー・アルバムには大物プロデューサーを付けるという方針に異を唱え、田舎の自宅で静かに音楽製作している「アウル・シティーらしさ」を消さないために、これまでと同じ方法でアダムが音楽を製作できるように進言した。
2009年7月28日、そうして製作したメジャー1枚目のアルバム『Ocean Eyes』が発表された。このアルバムではゲストボーカルとしてリライアントKのマット・ティーセンも参加している。
なお、アダムはこのアルバムについて以下のようにファンに向けて公式ブログで述べている。
「ご存知のように私はミネソタの人里離れた田舎の出身ですから、私にとって海は、常に奇妙なくらい非現実的で、霊妙で、ほとんどロマンチックと言って良いようなものでした。
これまでずっと私は、目をつむって、海辺で最高に素晴らしい冒険をしている自分を思い描きながら、長い時間を過ごしてきました。
昏の夕焼け、夏の夢の中でしかできないようなことをしながら。まるでまぶたの裏側が銀幕になり、自分自身は、いつでも上映できるように準備された何百本もの素敵なフィルムを持っている、センチメンタルな映写技師になったかのように。
アルバムにこのタイトルをつけたのは、そういう理由です。私のなかの全てと共に、このレコードのサウンドを楽しんでいただきたいと思います。」
『Ocean Eyes』はアメリカのビルボードチャートを上昇し続け、11月7日付けのBillboard 200では8位まで上昇しTop10に入った。さらに、このアルバムに収録された楽曲「Fireflies」は、11月7日付けのBillboard Hot 100において遂に首位を獲得した。その結果、アルバムトータルセールスも100万枚を超え、全米でプラチナムに認定された。
「Fireflies」が全米1位になった時、喜びのあまり「両親は自分をサンドイッチにした」（両方から同時に抱擁された）と語っている。

## 主な活動
2009年初旬、Swimming With Dolphinsのコンサートの後半にライブを行うようになった。ただし、キーボードだったアダムがボーカル、ボーカルだったオースティン・トフテがバックコーラスとキーボードになり、演出としてステージ上の変化はなかった。
2009年9月～11月、アウル･シティーとして単独の北米ツアーを開催した。
2009年11月、ロックバンド・メイの日本公演のオープニングアクトを務めた。
2010年～2012年、世界ツアーの間、日本にも立ち寄り公演を行なった。
2010年、アメリカ・オーストラリア合作のファンタジー映画「ガフールの伝説（Legend of the Guardians: The Owls of Ga'Hoole）」の主題歌「To The Sky」を製作した。
2011年～2013年には、ヨーロッパのトランスやEDM、アメリカ国内のインディーズバンドといった多くのアーティスト達とコラボし歌っている。ヒー・イズ・ウィー（He Is We）の「All About Us」、ライツ（Lights）の「Cactus In the Valley」、アーミン・ヴァン・ビューレン（Armin Van Buuren）の「Youtopia」、ポール・ヴァン・ダイク（Paul van Dyk）の「Eternity」、シケイン（Chicane）の「Middledistancerunner」、ディドリック（Didrick）の「Ready To Fly」、シラー（Schiller）の「Alive」、オリエン･ニルセン（Ørjan Nilsen）の「In The Air」と多数の歌がある。元々アダムはトランスやEDMがとても好きで、自身の音楽にも初期からかなりの影響があったとインタビューで話している。なお、これらの歌にはミュージック･ビデオが撮影されているものもあり、特にアダムが出演している「Youtopia」がファンの間でとても人気がある。
2012年のディズニー映画「シュガー・ラッシュ(Wreck it Ralph)」の主題歌「When Can I See You Again?」を製作した。
2012年3月、アメリカの食品会社、ConAgra Foodsが毎年行なっている子供の飢餓撲滅キャンペーン「Child Hunger Ends Here」のテーマソング「Here's Hope」を歌った。この歌の製作にはアダム・ヤングは関わっていないが、この年、他にアメリカ人歌手のジュエル（Jewel）などが違う曲調で歌っていることから、ポップ調であるアウル･シティー版の編曲に携わったのではといわれている。この歌は、しばらくの間キャンペーンの公式サイトで寄付者がダウンロードできた。
同年6月、カーリー・レイ・ジェプセンとコラボしたシングル「Good Time」を発表。アダムのマネージャーがカーリーのマネージャーと同郷の知人だったこともあり、アダムがカーリーに歌ってくれないかと直にメールしてOKをもらった。その際にカナダ人のカーリーは、アウル・シティーのカナダ公演に2回行ったことがあり、彼のファンだということを教えてくれたとアダムがインタビューで話している。なお、この歌はアルバムとシングルとでサビの部分が若干音階が違うバージョンになっている。
同年7月、フジロックフェスティバル2012に初参加し、メイン・ステージであるグリーン・ステージで歌った。
2013年、立て続けにアニメ映画の主題歌に携わる。ドリームワークス・アニメーション映画「クルードさんちのはじめての冒険（The Croods）」の「Shine Your Way」、ソニー・ピクチャーズ エンタテインメント映画「スマーフ2 アイドル救出大作戦! （The Smurfs 2）」の「Live It Up」。「Shine Your Way」ではマレーシアのシンガーソングライター、Yunaとデュエットした。
2013年2月、4回目の世界ツアーを開始。このツアーには日本公演は含まれていない。
2013年5月、アメリカのテレビで行なわれたオレオの販促キャンペーン「Wonderfilled」でコマーシャルソングを歌った。このコマーシャルは90秒、30秒、15秒と3種類あり、アニメーションでおとぎ話の登場人物達のドラキュラ伯爵や狼男、三匹の子豚などにオレオをあげたらどうなる？といったファンタジーに表現された内容だった。その映像と歌は3種類とも違ったバージョンだった。また、アダムはキャンペーン初日にニューヨークで行なわれたフラッシュモブにも参加し、アメリカのアカペラ･グループであるペンタトニックと共演した。この時アダムは一緒に歌わなかったが、フラッシュモブに参加した一般市民とペンタトニックに向かって開始の指揮を行なった。なお、このイベントはアメリカのマスメディアでも大きく取り上げられた。
2014年7月、ASIAN KUNG-FU GENERATION（アジアン・カンフー・ジェネレーション）主催のイベントである「NANO-MUGEN FES.」に招かれ、2日間のライブに参加した。同じ頃、日本限定のベスト・アルバム「The Best of Owl City」を発売した。
同年10月、再び来日してSEKAI NO OWARIのコンサート『TOKYO FANTASY』にゲスト出演した。SEKAI NO OWARIとコラボレーションしたシングル曲「Tokyo」を、同バンドのボーカルであるFukaseと一緒に歌い、ライブで初デュエットを披露した。また、同バンドと共同作曲した「Mr. Heartache」のデモ版も初披露した。
また同じ頃、香港ディズニー･ランドで、「ペイント・ザ・ナイト」パレードが開始。「When Can I See You Again?」がメインのメロディー・ラインとなっている。またこの企画のため、少し歌詞が変更された。その後、ディズニー・ランド60周年記念パレードとして、アメリカ本土でも2015年の一年の間エレクトリカル・パレードの代わりに行なわれた。その後2016年の一定期間、ミッキー・マウス80周年記念として開催された。
同年11月、元ビートルズのボーカル、ポール・マッカートニーの記念カバー集『The Art of McCartney』が発売され、その中の一曲「Listen to What the Man Said」をカバーした。アダムの両親が1960年代~1970年代のロックを聞いた世代のため、彼もそれらを聞いて育った。「その中の一曲を公式にカバーできるなんてとても光栄だ」と自身のフェイスブックで語っている。なお、このCDは日本でも発売された。
2015年5月、アジアと北アメリカをメインにした世界ツアーのため、4回目となる日本公演を行なった。
同年7月、再び来日してフジロック・フェスティバル2015に参加し、グリーン･ステージで歌った。
2016年1月、公式サイトで「アダム・ヤング・スコアス（Adam Young Scores）」という新プロジェクトを起動し、架空映画のサントラを同年2月～12月までの間に11アルバム製作し、アダム･ヤング･スコアスの公式サイトで毎月1日に発表するとした。なお、この各アルバムは公式サイトで全曲フルソング試聴ができ、同サイトの登録者のみ無料でダウンロードができる。また、アマゾンやAppleミュージックでも発売されていて、アルバム上のクレジット名は「Adam Young」である。レーベルは「Sky Harbor Entertainment」なので、アダム･ヤング･スコアスの各アルバムは、アウル･シティーの初期作品『Of June』や『Maybe I'm dreaming』と同じく、アダム･ヤングの自主制作である。
同年3月、所属レーベルのユニバーサルミュージック公式サイトのアーティスト･リストから「Owl City」のページが削除され、その後、 Billboardでのアダム・ヤング・スコアスのインタビューで所属レーベルに関するコメントが掲載された。そこでは、アウル・シティーが活動休止中であること、いくつか新たなレーベルと交渉中であること、また、自分自身が何をしたいか模索中であること、それらは2016年一杯掛かるだろう、というだった。アダム・ヤング本人もユニバーサルミュージックも公式発表はしなかったが、同レーベルとの契約は解除されたと見られている。
同年11月、クリスマス・ソングのシングル曲「Humbug」を発表した。これは、しばらくの間アウル･シティーの公式サイトで無料ダウンロードが出来た。それは、アダムが2016年の一年間をアダム・ヤング・スコアスのためにアウル・シティーを休んだこと、また、彼が16歳から夢だった同プロジェクトを充分に行なえたことへのファンへの感謝を込めてと、彼がYouTubeチャンネルでのアナウンス･ビデオで説明した。なお、このシングル曲はAppleミュージックからも販売された。
2017年6月、父の日の歌「Not All Heroes Wear Capes」を製作した。これもしばらくの間は、アウル・シティー公式サイトで父の日カードを作って送ると、音楽メールとなって宛先のメールアドレスに届く仕様になっていた。なお、アマゾンやAppleミュージックからも発売された。
また同じころ、アウル・シティーの一ファンがアダムに「Fireflies」の歌詞についてツイッターで質問したところ、アダムが彼独特のユーモアを交えた難解な回答をした。それがすぐにインターネット・ミームとなり「Fireflies」の最初の歌詞がネット上のあらゆる場所で使われることになった。その影響もあり「Fireflies」のストリーミングやダウンロード数、YouTubeでの閲覧回数がぐんぐん上がっていき、同年7月20日のビルボード・チャートで8位になり、最初に1位になってから8年ぶりにTOP10入りした。
同年6月末、2017年、第71回トニー賞において最多6部門を受賞したブロードウェイ・ミュージカル「Dear Evan Hansen」のメインの挿入歌「Waving Through a Window」をカバーしたシングル曲を発表した。これは既に発売されているオリジナルのサントラ曲に対して、同ミュージカルのスタッフ側からポップス・バージョンならどうなるかという発想を元に依頼されたと、アダムがビルボードのインタビューで語っている。またそのインタビューでは、同ミュージカルの主人公の性格がアダムの生来の内向的で恥ずかしがり屋な性格と似ており、同曲もそれに基づいた歌詞となっていたため、強い思い入れを感じたアダムが約2週間という早さで仕上げたとも話している。なお、日本ではAppleミュージックでのみ発売された。
同年8月末、ソニーのPlayStation 4ゲーム「Newみんなのゴルフ」が販売され、エンドロールでアウル・シティーの「Clap Your Hands」がBGMとして使われた。なお、この曲に関しては2015年、2016年の2年にわたり、ソニーのPlayStationプレスカンファレンスで発表された「Newみんなのゴルフ」の予告のBGMに使われており、長らくファンの間では知られた存在となっていたが、曲の一部のみ使用のため、ゲームが発売された暁にはこの曲のフルソングも発売されるのを期待されていたが正式発売はなく、ゲームにクレジットされた情報では、レコードレーベルがユニバーサルミュージックの傘下であるユニバーサルミュージック・エンタープライズとなっていた。
同年11月、Newアルバム『Cinematic』の概要を説明するアナウンス・ビデオがアウル・シティーのYouTubeチャンネルから出た。そこでは「約1年前、新しいアルバムを作るにあたって考えたのは、これまで自分自身の話をたくさんしてこなかったということ。過去30年間を振り返ると、まるで映画を見ているような気分になった。それにちなんでこのタイトルをつけた」とアダムは話している。
アルバムは18曲収録で、CDではなくAppleミュージックなど複数のデジタル・ダウンロードのみ。予約者は「Reel」と呼ばれる3つのEP(各3曲)の全9曲がそれぞれの発売日にアルバムから自動的にダウンロードされた。なお、各Reelの収録曲や発売日は不明であったものの、アウル･シティー公式サイト販売のプレミアム版予約者への確定メールに詳細があったため、海外ファンの間では掲示板などで早くからこれらの情報が知られていた。また、アダム自身がEP発売の１週間前にSNSを通じて発表していた。
2018年9月～11月、Cinematicツアー2018を開催。4月に北米、日本、韓国で行なわれると告知され、10月に中国が追加された。ゲストにリライアントKのマット・ティーセン率いるMatthew Thiessen and the Earthquakesがクレジットされたが、彼らの出演は北米公演のみ。なお、日本公演にはサポート・アクトとしてナッシュヴィル出身の女性シンガーソングライター、フルーリー（Fleurie、以前はローレン・ストラムとして活動）が出演した。
2019年5月、『Cinematic』のディスクジャケットを手掛けたアーティストVanderstelt Studioがライセンスを持つ映画の絵画プロジェクトの一つ「ロード・オブ・ザ・リング」のための音楽を依頼され、プロモーション・ビデオに一部使用された。11月には新たなプロモーション・ビデオが配信され、そこでは長めのサンプルが使用された。
2021年1月、dc Talkとコラボした「Jesus Freak (Owl City Remix)」が発表された。これはリミックスだけでなくバック・コーラスにも携わっている。また、アダムは初めて購入したCDがdc Talkだと以前から何度かインタビューで語っていた。
2022年2月中旬、クリスチャン歌手のジョシュア・マイカ（Joshua Micah）とコラボした「Let The Light In (feat. Owl City)」を発表。また下旬にはシンガーソングライターのジョン・マーク・マクミラン（John Mark McMillan）とコラボした「Re-Enchanted World (Sessions) (feat. Owl City)」も発表された。これらは日本でもAppleミュージックなど音楽配信サービスで発売された。なお、1月に公式サイト上に新しいマネージメント会社が明記され、またその公式サイトも2月にリニューアルされた。
同年8月、アーミン・ヴァン・ビューレンと彼の友人であり同じくEDM製作/DJのガレス・エメリー (Gareth Emery)とコラボした「Forever & Always (feat. Owl City)」が発表された。この曲は同年3月にマイアミで開催されたダンスミュージック・フェスティバル「Ultra Music Festival Miami 2022」にて、出演者の一人だったアーミンがアダムが歌ってると思われる曲を最後に演奏し、その情報はファンの間で瞬く間に拡散された。ただ当時アーミンのYouTube動画の説明欄ではセットリストが掲載されたが、この曲については「ID（未発表）」となっていてアダムとアーミンの新しいコラボ曲なのは確実であるものの曲名は不明だった。ただ歌詞の中に何度も出てくる一節「Forever and Always」がタイトルだとファンの間では早くから推測され実際そのとおりだった。なお、アーミンは前述のダンス・フェスでガレスが共同制作者として携わった事を告知していたが、アダムが歌だけでなく作詞/作曲にも携わったことが公式オーディオ動画の説明欄に記述されていた。ただしこのオーディオ動画は数日後に公式歌詞動画が発表された後削除されている。
同年11月、中国開発のスマートフォン向けRPGストラテジーゲーム「ドールズフロントライン (Dolls' Frontline)」(略称：ドルフロ)のスピンオフ版「ニューラルクラウド (Neural Cloud)」の発売に合わせ、テーマソング「Up To The Cloud (feat. Owl City)」を発表した。数日後に楽曲製作の舞台裏ビデオ(音声のみ)もyoutubeに掲載され、アダム自身がこのゲームの内容と会わせた歌詞について話している。
2023年1月、アウル・シティーとしては5年ぶりとなるシングル「Kelly Time」を発売。また、この曲は2022年6月～9月の3か月間にアダムが自分名義の様々なSNSを駆使してファン達と行っていた代替現実ゲーム(Alternate Reality Game)の正解回答者に賞品として贈られた。2022年11月末にその受賞者がYoutubeに投稿していたので、海外ファンの間では曲の存在は既に知られていた。なお、この曲の歌詞、ゲームのすべての主題と答えはアダムが大ファンだと以前から公言していたトム・ハンクス主演の映画「キャスト・アウェイ」に関連したものだった。
同年1月25日、デビュー・シングル「Fireflies」がダイヤモンド(10× プラチナ)に、セカンド・シングル「Vanilla Twilight」がプラチナに、それら発表から十数年の時を経てアメリカレコード協会(RIAA)から認定された。
同年3月、5年ぶりのNewアルバム「Coco Moon」が発売された。それにともない、同じく5年ぶりとなる「To The Moonツアー」がアメリカ29都市で9月に開催されると発表された。スペシャルゲストとしてオーガスターナ(Augustana)が参加する。9月初旬に2024年2月の東京・名古屋・大阪の日本3公演追加をインスタグラムで発表したが、ゲストについては何も言及されていない。
2024年1月、「To The Moonデラックスツアー」を発表。アメリカ10都市で3月～4月に開催しゲストは昨年と同じくオーガスターナ。同時にいくつか新曲がある『Coco Moon Deluxe』と、それに先立ちシングル「Boston」を2月に発売すると発表し、またツアー開催地に3都市を追加して13都市となった。「Boston」はオーガスターナのカバー曲。
同年3月、シングル「Car Trouble」を発売。この原曲は2014年にアダムが公式ブログに短いプレビュー曲を投稿したため古いファンの間ではよく知られていた。その投稿タイトル名が「Floppy Fish」、または投稿ファイルのMP3のプロパティーに記述されていたタイトルが「Trust Me」だったため、長らくファンの間ではどちらかの曲名で呼ばれていた。また、この曲の発売を希望するファンが多く、彼らがアダムのあらゆるSNSにそのようなコメントを寄せており、その後アダム自身があるファンへ「この曲は決して保管庫から消えることはない」と回答した。ただ発売希望コメントはその後も無くならず、今回歌詞やポップ調からダンスミュージック調に編曲した発売となった。アダムがSNS上に発売告知した際、短く「Fish」とコメントしたこともあり、原曲のタイトルが「Floppy Fish」の方だったと判明し、Youtubeでファンが数多く投稿したプレビュービデオにも、かっこ書きでそちらが記述された。

## 私生活
アウル・シティーがアルゼンチン人のサッカー選手であるリオネル・メッシに似ていることはアダム・ヤング本人も認めていて、自らのTwitterなどで自分とメッシ選手の写真を並べたものを何度か投稿したことがある。また、リオネル・メッシとアダム・ヤングは同じような暗褐色の髪の持ち主だが、2016年に二人は同時期にプラチナブロンドに染めた。
高校時代の元彼女を懐かしみシングル「Lonely Lullaby」を製作し、コンサートに彼女が来た時は彼女に向けて歌った。別れた理由は遠距離恋愛になったことがきっかけだったとアダムはインタビューで答えている。彼女が遠方の大学へ進学し、アダムは地元のコミュニティーカレッジへ進学した。彼女を想い製作した歌は、他にも「Vanilla Twilight」など複数存在する。この彼女は別の男性と結婚した。
この元彼女の後にアダムには数人ガールフレンドが存在したが、ライブ会場でファンの一人と知り合うなど一般人との付き合いがほとんどだったが、現在のガールフレンドはチーム･アウル･シティーの一人としてアメリカ国内でアダムの音楽活動に参加している。
彼女の仕事としては、アルバム『Mobile Orchestra』や『Cinematic』、カバー曲「Goodbye」やシングル「Humbug」でのバックコーラスを担当した。また『Cinematic』からの3つのミュージック･ビデオではクリエイティブ・ディレクターとして参加している。そして、元々この彼女がウェディング･カメラマンということもあり、アダムが時々行なうアナウンス用の映像を撮影しており、2017年にはアダムが使用しているオーディオ機器の会社iZotopeのインタビュー・ページに掲載されたアダムの写真は彼女が撮影している。またシングル「All My Friends」のミュージック・ビデオでアダムと一緒にカメオ出演している。
なお、アウル・シティー公式サイトのバイオグラフィーで、「Be Brave」がアダムと長年のガールフレンドの出会いをテーマにしていると記載されており、『Cinematic』のカバーアートにこの彼女の写真が載っていること、「Firebird」では彼女と彼女の兄の兄妹の物語が歌われていることから、『Cinematic』はアダムの自叙伝的なものだけでなく彼女との愛情の物語が込められているといわれている。
また、2023年に発売されたアルバム『Coco Moon』の中の一曲「My Muse」では彼女との出会いと日々の風景、そして歌詞の中の一節に「そして私達は祭壇前にいた」「私はあなたの手を取り「I do」と言った」とあり、それがアメリカの結婚式での誓いを想像させるので、アダムと彼女は『Cinematic』発売前後にすでに結婚したのではと海外ファンの間では言われている。
歌を作る過程では、夜中に起き上がってスタジオにこもることが多いが、それは単に眠りにくい体質のアダムが、「時間をもてあまして行なう逃避」だと彼は言っている。
よく読書をしている。アダムは数多くのジャンルから本を読むが、熱心なキリスト教信者(バプテスト派)である彼の一番のお気に入りは聖書である。夜ベッドに入る前には必ず聖書の一節を唱えてキリストに祈りを捧げるし、彼のブログでもよく引用されている。他のお気に入りは「ウォーターシップダウンのうさぎたち（Watership Down）」。このイギリスのアニメ映画のサントラ、アート・ガーファンクルの「Bright Eyes」をカバーしたほど。
2010年に実家のすぐ近くに新居を建設。実家と同じく地下に録音スタジオを併設した。アダムはここを「Sky Harbor Studios」と名づけ、自身の隠れ家的な場所と位置づけるようになった。なお、2015年夏にこの家が売買されており、外観や間取りなどを含めた物件情報がアメリカの不動産ネットに掲載された。
買い物は近所にあるウォルマートによく通うとのこと。高校生の時アルバイトしていたHy-Veeや他のマーケットにもよく行っている。アダムは出来合いのアメリカンドッグ、スナック、チーズ、クッキーなど、家庭料理よりもジャンクフードが大好きなので、「2週間に一度くらいは買い物している」と語っているし、インスタグラムやTwitterなどでも夜中に車で出かけている写真を投稿している。それでもツアー後には空の冷蔵庫を写真に撮り、自身のインスタグラムに載せて悲しげなコメントをしていることもあった。
2010年初旬と8月の2回、腎結石を発症した。最初に発症した際には予定されていたツアーをキャンセルする事態になり、2回目の時は痛みのためしばらくの間実家で寝込んで起き上がれなかったと彼のブログで語っている。ただし、この治療がどうなったかまでは語られていない。
2011年2月、バレンタインデーにテイラー・スウィフトへ向けてラブレターとも取れるブログ記事を投稿した。まもなく彼女の歌「Enchanted」をカバーし、しばらくの間ブログでダウンロードが出来るようになっていた。アメリカのマスメディアもこのことを大きく取り上げて芸能ニュースになった。なお、テイラーは何も返信しなかったが、以前からTwitterでアダムとのやり取りは数多くあった。
2012年7月、フジロック・フェスティバルで来日した時にインタビューを受け、ファンから「自分をHot（ホット）で、Muscular（ムキムキ）で、Bro（アニキ）だと思っているか」という質問をされ、大爆笑しながらもP-90Xというフィットネス器具を使用して体を鍛えているし、車もフォード・マスタングを持っているし、この部屋が暑いからかもと語った。この頃からアダムの体型は数年来よりも大きく、筋肉隆々に変化していった。このインタビューは世界のファンの間でも大人気になり、変化したアダムの体型も相まって、しばらくの間、この3つの単語がアダムを象徴する言葉やインターネットミームとなったほどだった。
アダムがよく履いている靴、オニツカタイガーの「Mexico 66」（2010年発売のアメリカ限定モデル）は、デビュー以来彼のお気に入りだったが、2013年からは他のブランドを履くようになった。ナイキ、トムズ、コンバース、アディダス、Vansなど複数あるが、どれもモノトーンを基調としたデザインである。
なお、2012年11月の東京公演の時にオニツカタイガーから取材を受けた。そこでは、Mexico 66を見つけたのは地元の店であり、ちょうど何か新しい靴を探していた時で、見た瞬間買うことを決めたとのこと。TVなどの撮影で衣装や靴が用意されていることが多いが、Mexico 66を履いたままでも良いか確認すると、スタッフ達は褒めてくれてOKが出ると語った。また、この日取材陣から用意されていた数足のスニーカーから一つ選ぶように言われ、白地に黒いラインのデザインを選び、それを履いて撮影した。さらにそれをプレゼントされ、東京公演もその靴を履いて歌った。
2013年の北米ツアー時、元コンサートメンバーのダニエル・ヨルゲンセンは、当時13歳の少女をツアーバスへ誘い、児童との性的接触があったとして翌2014年に少女側から告訴され、2015年に起訴された。2017年にダニエルは起訴事実を認め有罪判決が下された。判決内容は2年間の保護観察処分だった。
北米ツアー後少女本人がSNS上で事実を語り、アウル・シティーのライブ会場ではダニエルに気を付けるように訴えた。それがファン達の間で真偽の論議が起こり炎上騒ぎになったが、数人のファンがアダムのマネージャーへ直に連絡を取ったためすぐに問題が発覚した。その後しばらくしてアダムのマネージャーから当のファンへ返信があり、ダニエルがアウル・シティーのマネージメント会社から正式に解雇されたという連絡があり、当のファンがマネージャーの許可のもとSNS上へその返信内容を投稿したのでファン達にも知る事となった。
アダムはしばらくの間はノーコメントだったが、ダニエルが起訴された後自身のブログで「私は2013年に発生したと主張されている事案について何も知らなかったし、その疑惑を知ったときは言葉では言い表せないほどゾっとしました。先週起訴された時は私のファン達と同じように傷つきショックを受けました。私は正義が勝つことを信じ祈っています。ダニエルが無実であるなら彼は無罪となるでしょうし、彼が有罪であるなら彼は有罪判決を受け、傷つけられた人の利益を完全に正当化する方法で罰せられるでしょう。私はこれ以上コメントしません」と語り、実際にこの件についてはその後何も語っていない。しかし彼のガールフレンドのインスタグラムなどに投稿された写真には、ダニエルとアダムが一緒に行動している姿があり、またチーム・アウル・シティーを解雇後にダニエルがWindsor Airliftのライブにしばらくの間参加していたので、アダムと近しい仲間内では今でもプライベートでの交流を続けていると見られている。2015年にダニエルは一般女性と結婚した。
2014年8月、以前からの希望どおり地元ミネソタ州の森の中にログハウスを建設した。録音スタジオである新Sky Harbor Studiosの設計や設置はすべてプロに委託し、機材や装置などは以前とは比べられないくらいの規模となった。生活に必要な部屋もきちんと作られておりすぐに引越した。彼は「こんな素晴らしいスタジオのオーナーになれるなんてとても名誉だし、とてもワクワクしている」と語った。
この家に関しては、録音スタジオを手がけた会社が一部分中の様子や機材の紹介をしている。また、アルバム『Mobile Orchestra』のコメンタリー・ビデオでも様子がほんの少し紹介されたが、録音スタジオだけで、間取りが分かるような紹介はされていない。
この家の建設当時から、アダムは高校生まで熱中していたスケートボードをまた始めていて、森の中に開けた家の庭先やガレージと思しき場所で、自らの技を披露したビデオをインスタグラムに載せている。また、子供の頃にスケートボードや近所で遊んでいるビデオを、幼馴染のジョンソン兄弟が多数撮影している。
このジョンソン兄弟と一緒にアダムが中学生の時に撮った、映画「007」シリーズのパロディー･ビデオがファンの間では人気になっている。タイトルが「Flames Pond (フレームズ・ポンド)」と言い、アダム･ヤングが主役のフレームズ･ポンド、ジョンソン兄弟の兄のトニーが、ぬいぐるみを使っての悪役ファジー･ガイ、弟のアンディーがカメラマンになり撮影した。これらはパート1～6までに分かれたVHSビデオだったが、大人になった彼らが数年前に一つにまとめ上げ、「The Adventures of Flames Pond」というタイトルで彼らのYouTubeチャンネルに投稿された。ちなみに、彼らはアダムが脱退してからもWindsor Airliftとして活動を続けており、彼らのビデオはWindsor AirliftのYouTubeチャンネルに投稿されている。時々ここにはアダムがいた当時のバンド活動中のビデオも投稿している。トニーがアダムと同い年であり、アンディーは2歳年下である。
なお、彼ら兄弟の親戚もアダムが在籍していた当時のWindsor Airliftのミュージックビデオ製作に携わっており、彼らはアウル･シティーの初期のミュージック･ビデオ「Early Birdie」も作成している。撮影したのはジョンソン兄弟であり共演者の一人は親戚の一人であるサラ･ジョンソン、そのビデオはメイキング･ビデオ3つを含めてジョンソン兄弟が名義を持つ複数のYouTubeチャンネルに存在している。それらの情報から撮影日が2008年3月8日、撮影場所が彼らの地元ミネソタ州オワトナの近隣にあるロチェスターの中心街というのが判明している。

## コンサート・メンバー

### 新メンバー(2018)
- コーディー・ジョンスン（Cody Johnson) ギター
- マット・ガスマー（Matt Gusmer）ドラム

### 旧メンバー (2009~2015)
- ブリアン・デューレン（Breanne Düren） キーボード、ボーカル、バックコーラス
- ジャスパー・ネフュー（Jasper Nephew）ギター
- ロブ・モーガン（Rob Morgan） ベース・ギター、音楽ディレクター
- ガブリエル・ヘイガン（Gabriel Hagan） ドラム
- ケーシー・ブラウン（Casey Brown） ドラム
- マット・デッカー（Matt Decker） ドラム
- スティーブ・グールド（Steve Goold） ドラム
- ダニエル・ヨルゲンセン（Daniel Jorgensen） ギター、ビブラフォン、ベース・ギター
- ローラ・ムステン（Laura Musten） ヴァイオリン
- ハンナ・シュローダー（Hannah Schroeder） チェロ
- オースティン・トフテ（Austin Tofte） キーボード、バックコーラス

## ディスコグラフィー

### アルバム
| 年                                        | タイトル                        | アルバム詳細 | チャート最高位 | チャート最高位 | チャート最高位 | チャート最高位 | チャート最高位 | チャート最高位 | チャート最高位 | チャート最高位 | チャート最高位 | チャート最高位 | 認定                                                             |
| 年                                        | タイトル                        | アルバム詳細 | US             | AUS            | AUT            | CAN            | GER            | IRE            | NLD            | NZ             | SWI            | UK             | 認定                                                             |
| ----------------------------------------- | ------------------------------- | --- | -------------- | -------------- | -------------- | -------------- | -------------- | -------------- | -------------- | -------------- | -------------- | -------------- | ---------------------------------------------------------------- |
| 2008                                      | Maybe I'm Dreaming              | - 発売日: 2008年3月17日 - レーベル: Sky Harbor - フォーマット: CD, digital download                                 | —              | —              | —              | —              | —              | —              | —              | —              | —              | —              |                                                                  |
| 2009                                      | Ocean Eyes                      | - 発売日: 2009年7月14日 - レーベル: Universal Republic - フォーマット: CD, LP, digital download - 全米売上: 200万枚 | 8              | 14             | 14             | 18             | 7              | 16             | 42             | 16             | 29             | 7              | - US: 2× プラチナ - AUS: プラチナ - CAN: ゴールド - UK: ゴールド |
| 2010                                      | Ocean Eyes Deluxe Edition       | - 発売日: 2010年1月26日 - レーベル: Universal Republic - フォーマット: CD, LP, digital download                     |                |                |                |                |                |                |                |                |                |                |                                                                  |
| 2011                                      | All Things Bright and Beautiful | - 発売日: 2011年6月14日 - レーベル: Universal Republic - フォーマット: CD, LP, digital download - 全米売上: 15万枚  | 6              | 33             | 65             | 7              | 69             | —              | 100            | —              | 40             | 52             |                                                                  |
| 2012                                      | The Midsummer Station           | - 発売日: 2012年8月21日 - レーベル: Universal Republic - フォーマット: CD, LP, digital download - 全米売上: 10万枚  | 7              | 29             | —              | 1              | 44             | —              | 36             | 24             | 61             | 34             |                                                                  |
| 2015                                      | Mobile Orchestra                | - 発売日: 2015年7月10日 - レーベル: Republic - フォーマット: CD, LP, digital download                               | 11             | 33             | —              | 5              | —              | —              | 83             | —              | —              | 98             |                                                                  |
| 2018                                      | Cinematic                       | - 発売日: 2018年6月1日 - レーベル: Owl City - フォーマット: LP, CD, digital download                                | 115            | 25             | —              | —              | —              | —              | —              | 5              | —              | 26             |                                                                  |
| 2023                                      | Coco Moon                       | - 発売日: 2023年3月24日 - レーベル: Adam Young - フォーマット: CD, LP, Cassette, digital download                   | 94             | —              | —              | —              | —              | —              | —              | —              | —              | 43             |                                                                  |
| 2024                                      | Coco Moon Deluxe                | - 発売日: 2024年3月22日 - レーベル: Adam Young - フォーマット: digital download                                     |                |                |                |                |                |                |                |                |                |                |                                                                  |
| "—"は未発売またはチャート圏外を意味する。 |                                 | |                |                |                |                |                |                |                |                |                |                |                                                                  |

スカイ・セーリング名義
| 2010年7月13日 | An Airplane Carried Me to Bed - 販売元: Universal Republic | 30 |

### コンパクト盤
| 2007年8月29日 | Of June - 販売元: 自主制作                                       | 15 | -  |
| 2012年5月15日 | Shooting Star - 販売元: Universal Republic                       | -  | 49 |
| 2013年7月30日 | The Midsummer Station - Acoustic EP - 販売元: Universal Republic | -  | 99 |
| 2014年6月27日 | Ultraviolet - 販売元: Universal Republic                         | -  | 30 |
| 2017年12月1日 | Reel1 (Cinematic EP1) - 販売元: Owl City                         | -  | -  |
| 2018年2月2日  | Reel2 (Cinematic EP2) - 販売元: Owl City                         | -  | -  |
| 2018年4月6日  | Reel3 (Cinematic EP3) - 販売元: Owl City                         | -  | -  |

### コンピレーション
| 2014年7月9日 | The Best of Owl City - 販売元: ユニバーサルミュージックジャパン | 118 |

### ライブ・ビデオ
| 2012年2月7日 | Owl City: Live From Los Angeles - フォーマット: DVD, Blu-ray, VOD | 29 |

### シングル
| 発表 | 曲名                                              | 各国チャート最高位 | 各国チャート最高位 | 各国チャート最高位 | 各国チャート最高位 | 各国チャート最高位 | 各国チャート最高位 | 各国チャート最高位 | 各国チャート最高位 | 各国チャート最高位 | 各国チャート最高位 | 各国チャート最高位 | 各国チャート最高位 | 認定 （売上）                         | 収録アルバム                                             |
| 発表 | 曲名                                              | US                 | US Pop             | US AC              | CAN                | NZ                 | AUS                | DAN                | NL                 | UK                 | IRE                | JPN                | EU                 | 認定 （売上）                         | 収録アルバム                                             |
| ---- | ------------------------------------------------- | ------------------ | ------------------ | ------------------ | ------------------ | ------------------ | ------------------ | ------------------ | ------------------ | ------------------ | ------------------ | ------------------ | ------------------ | ------------------------------------- | -------------------------------------------------------- |
| 2009 | "Fireflies"                                       | 1                  | 2                  | 14                 | 2                  | 2                  | 1                  | 1                  | 1                  | 1                  | 1                  | 26                 | 3                  | - US: ダイヤモンド - AUS: 6× プラチナ | Ocean Eyes                                               |
| 2010 | "Vanilla Twilight"                                | 72                 | —                  | —                  | 74                 | 36                 | 44                 | —                  | —                  | —                  | —                  | —                  | —                  | US: プラチナ                          | Ocean Eyes                                               |
| 2010 | "Hello Seattle"                                   | —                  | —                  | —                  | —                  | —                  | —                  | —                  | —                  | —                  | —                  | —                  | —                  | US: ゴールド                          | Ocean Eyes                                               |
| 2010 | "Umbrella Beach"                                  | —                  | —                  | —                  | —                  | —                  | —                  | —                  | —                  | 110                | —                  | —                  | —                  | —                                     | Ocean Eyes                                               |
| 2010 | "To The Sky"                                      | —                  | —                  | —                  | —                  | —                  | —                  | —                  | —                  | —                  | —                  | —                  | —                  | —                                     | Legend of the Guardians: The Owls of Ga'Hoole            |
| 2010 | "Peppermint Winter"                               | —                  | —                  | —                  | 65                 | —                  | —                  | —                  | —                  | —                  | —                  | —                  | —                  | —                                     | —                                                        |
| 2011 | "Alligator Sky (feat.ショーン･クリストファー)"    | —                  | —                  | —                  | —                  | —                  | —                  | —                  | —                  | —                  | —                  | 32                 | —                  | —                                     | All Things Bright and Beautiful                          |
| 2011 | "Galaxies"                                        | —                  | —                  | —                  | —                  | —                  | —                  | —                  | —                  | —                  | —                  | —                  | —                  | —                                     | All Things Bright and Beautiful                          |
| 2011 | "Deer In The Headlights"                          | —                  | —                  | —                  | —                  | —                  | —                  | —                  | —                  | —                  | —                  | —                  | —                  | —                                     | All Things Bright and Beautiful                          |
| 2011 | "Lonely Lullaby"                                  | —                  | 41                 | —                  | —                  | —                  | —                  | —                  | —                  | —                  | —                  | —                  | —                  | —                                     | —                                                        |
| 2012 | "Shooting Star"                                   | —                  | —                  | 39                 | —                  | —                  | —                  | —                  | —                  | 176                | —                  | 49                 | —                  | —                                     | The Midsummer Station                                    |
| 2012 | "Good Time"（＆カーリー・レイ・ジェプセン）       | 8                  | —                  | 12                 | 1                  | 1                  | 5                  | —                  | 1                  | 5                  | 5                  | 2                  | —                  | - US: 2× プラチナ - AUS: 4× プラチナ  | The Midsummer Station                                    |
| 2012 | "When Can I See You Again?"                       | 60                 | —                  | —                  | 78                 | —                  | —                  | —                  | —                  | —                  | —                  | 100                | —                  | US: プラチナ                          | Wreck-It Ralph (soundtrack)                              |
| 2013 | "Shine Your Way (feat. Yuna)"                     | —                  | —                  | —                  | —                  | —                  | —                  | —                  | —                  | —                  | —                  | —                  | —                  | —                                     | The Croods soundtrack                                    |
| 2013 | "Live It Up"                                      | —                  | —                  | —                  | —                  | —                  | —                  | —                  | —                  | —                  | —                  | —                  | —                  | —                                     | The Smurfs 2 soundtrack                                  |
| 2013 | "Light of Christmas" (feat.トビーマック)          | 2                  | —                  | —                  | —                  | —                  | —                  | —                  | —                  | —                  | —                  | —                  | —                  | —                                     | VeggieTales: Merry Larry and the True Light of Christmas |
| 2014 | "Beautiful Times"（feat.リンゼイ・スターリング）  | —                  | —                  | —                  | —                  | —                  | —                  | —                  | —                  | —                  | —                  | 91                 | —                  | —                                     | Ultraviolet                                              |
| 2014 | "Tokyo"（feat.SEKAI NO OWARI）                    | —                  | —                  | —                  | —                  | —                  | —                  | —                  | —                  | —                  | —                  | 25                 | —                  | —                                     | Mobile Orchestra (日本版)                                |
| 2014 | "Kiss Me Babe, It's Christmas Time"               | —                  | —                  | —                  | —                  | —                  | —                  | —                  | —                  | —                  | —                  | -                  | —                  | —                                     | —                                                        |
| 2015 | "Verge"（feat.アロー・ブラック）                  | —                  | —                  | —                  | —                  | —                  | —                  | —                  | —                  | —                  | —                  | 44                 | —                  | —                                     | Mobile Orchestra                                         |
| 2015 | "My Everything"                                   | 22                 | —                  | —                  | —                  | —                  | —                  | —                  | —                  | —                  | —                  | —                  | —                  | —                                     | Mobile Orchestra                                         |
| 2016 | "Humbug"                                          | —                  | —                  | —                  | —                  | —                  | —                  | —                  | —                  | —                  | —                  | —                  | —                  | —                                     | —                                                        |
| 2017 | "Waving Through a Window (From Dear Evan Hansen)" | —                  | —                  | —                  | —                  | —                  | —                  | —                  | —                  | —                  | —                  | —                  | —                  | —                                     | —                                                        |
| 2017 | "Not All Heroes Wear Capes"                       | —                  | —                  | —                  | —                  | —                  | —                  | —                  | —                  | —                  | —                  | —                  | —                  | —                                     | Cinematic                                                |
| 2017 | "All My Friends"                                  | —                  | —                  | —                  | —                  | —                  | —                  | —                  | —                  | —                  | —                  | —                  | —                  | —                                     | Cinematic                                                |
| 2018 | "Lucid Dream"                                     | —                  | —                  | —                  | —                  | —                  | —                  | —                  | —                  | —                  | —                  | —                  | —                  | —                                     | Cinematic                                                |
| 2018 | "New York City"                                   | —                  | —                  | —                  | —                  | —                  | —                  | —                  | —                  | —                  | —                  | —                  | —                  | —                                     | Cinematic                                                |
| 2023 | "Kelly Time"                                      | —                  | —                  | —                  | —                  | —                  | —                  | —                  | —                  | —                  | —                  | —                  | —                  | —                                     | Coco Moon                                                |
| 2023 | "Adam, Check Please"                              | —                  | —                  | —                  | —                  | —                  | —                  | —                  | —                  | —                  | —                  | —                  | —                  | —                                     | Coco Moon                                                |
| 2023 | "Vitamin Sea"                                     | —                  | —                  | —                  | —                  | —                  | —                  | —                  | —                  | —                  | —                  | —                  | —                  | —                                     | Coco Moon                                                |
| 2024 | "Boston"                                          | —                  | —                  | —                  | —                  | —                  | —                  | —                  | —                  | —                  | —                  | —                  | —                  | —                                     | Coco Moon Deluxe                                         |
| 2024 | "Car Trouble"                                     | —                  | —                  | —                  | —                  | —                  | —                  | —                  | —                  | —                  | —                  | —                  | —                  | —                                     | Coco Moon Deluxe                                         |

### フィーチャリング・ソング
| 発表 | 曲名                                                                  | 収録媒体                                             |
| ---- | --------------------------------------------------------------------- | ---------------------------------------------------- |
| 2010 | "Middledistancerunner" (Chicane feat. Adam Young)                     | Giants                                               |
| 2011 | "Youtopia" (Armin van Buuren feat. Adam Young)                        | Mirage                                               |
| 2011 | "All About Us" (He Is We feat. Owl City)                              | シングル                                             |
| 2011 | "The First Noel" (TobyMac feat. Owl City)                             | Christmas in Diverse City                            |
| 2012 | "Eternity" (Paul Van Dyk feat. Adam Young)                            | Evolution                                            |
| 2012 | "Alive" (Schiller feat. Adam Young)                                   | Sonne                                                |
| 2013 | "Cactus in the Valley" (Lights feat. Owl City)                        | Siberia Acoustic                                     |
| 2013 | "That's My Jam" (Relient K feat. Owl City)                            | Collapsible Lung                                     |
| 2013 | "In the Air" (Ørjan Nilsen feat. Adam Young)                          | No Saint Out of Me                                   |
| 2014 | "Listen to What the Man Said"                                         | The Art of McCartney                                 |
| 2015 | "Snow Snow Snow" (Band of Merrymakers)                                | Welcome to Our Christmas Party                       |
| 2017 | "Clap Your Hands"                                                     | New みんなのGOLF                                     |
| 2018 | "Ready to Fly" (Didrick feat. Adam Young)                             | シングル                                             |
| 2022 | "Let The Light In" (Joshua Micah feat. Owl City)                      | シングル                                             |
| 2022 | "Forever & Always" (Armin van Buuren and Gareth Emery feat. Owl City) | Feel Again, Pt. 2                                    |
| 2022 | "Re-Enchanted World (Sessions)" (John Mark McMillan feat. Owl City)   | シングル                                             |
| 2022 | "Up To The Cloud" (Neural Cloud feat. Owl City)                       | シングル                                             |
| 2023 | "Gone (Owl City Version)" (スウィッチフット & Owl City)               | The Beautiful Letdown (Our Version) [Deluxe Edition] |